# Horia Macellariu
Horia Macellariu (n. 28 aprilie 1894, Craiova, România – d. 11 iulie 1989, București, România) a fost un contraamiral român, care a luptat în cel de-al Doilea Război Mondial.
Pentru activitatea sa în acest război, a fost decorat cu Crucea de Cavaler al Crucii de Fier.

## Studii
Horia Ion Pompiliu Macellariu s-a născut la data de 28 aprilie/10 mai 1894, în orașul Craiova. Tatăl sau era de profesie inginer silvic, iar mama sa era fiica unui ofițer de cavalerie, participant la Războiul de Independență.
Strămoșii săi se îndeletniceau cu comerțul cu animale, plecând din Țara Românească în Ardeal; unii erau măcelari, motiv pentru care s-au numit Fleșeriu (fleșer, în limba germană vorbită de austrieci, înseamnă măcelar). Ulterior, și-au românizat numele drept Măcelaru, iar apoi, în tradiția Școlii Ardelene, și l-au latinizat sub forma Macellariu. În vremea activității sale de pe vapor, i se spunea Horia Măcelaru.
Horia Macellariu a studiat la Liceul "Mihai Viteazu" din București, după care a urmat cursurile Școlii de Artilerie, Geniu și Marină, devenind sublocotenent de marină la 15 iunie 1915. În anul următor, România a intrat în război, iar tânărului ofițer i s-a încredințat funcția de comandant al navei de comandament "Principele Nicolae", fiind în același timp adjutant al contraamiralului Nicolae Negru, comandantul Flotei de Operații româno-ruse de pe Dunăre. Distingându-se în timpul acțiunilor militare din primul război mondial, a fost decorat cu Ordinul Coroana României.
După încheierea Primului Război Mondial, a absolvit Școala de aplicații și apoi Școala de informații pentru ofițeri superiori. În anul 1926, și-a luat licența în drept, iar apoi a devenit doctor în științe economice și politice.
În perioada 1927-1928, a studiat la Școala de război naval din Paris, în urma căreia a dobândit Brevetul de ofițer de stat major. De asemenea, președintele Franței i-a conferit Crucea de Cavaler al Legiunii de Onoare.
Horia Macellariu vorbea fluent patru limbi străine: franceza, italiana, engleza și germana.

## Ofițer de marină
Revenit în țară după un periplu de studii în străinătate, lui Horia Macellariu i s-a încredințat comanda mai multor nave de luptă, printre care torpilorul "Vârtejul", monitoarele (cuirasate fluviale) "Lascăr Catargiu" și "Mihail Kogălniceanu", distrugătorul "Regina Maria".
De asemenea, a lucrat în cadrul organismelor militare de conducere (Ministerul de Război, Inspectoratul General al Marinei, Divizia de Mare, ca șef de stat major), dobândind o vastă experiență profesională. A fost și profesor, șef al Secției Marină, la Școala de Război (actuala Universitate Națională de Apărare Carol I), comandant al acestei prestigioase instituții de învățămant militar fiind în acel moment generalul Ion Antonescu.
Ulterior a fost numit ca șef de stat major la Comandamentul Forțelor Navale Maritime, apoi subșef de stat major la Comandamentul Marinei Regale. La 22 iunie 1941, când România a intrat în război împotriva Uniunii Sovietice, comandorul Horia Macellariu a fost numit în funcția de șef de stat major la Marinei la Marele Cartier General.

## Activitatea sa în cel de-al doilea război mondial
La 20 august 1941, comandorul Macellariu a fost numit șef de stat major român în cadrul Misiunii Navale Germane din România, iar după patru luni, comandant al Escadrilei de distrugătoare compusă din patru nave puternice, calitate în care era comandant operativ al forțelor navale române și germane din Marea Neagră.
În această calitate, a executat numeroase misiuni de luptă pentru asigurarea minărilor, apărarea litoralului și a convoaielor care executau transporturi pe mare. A fost decorat cu Ordinul Coroana României, iar ulterior, cu Ordinul Mihai Viteazul clasa a III-a (prin Decretul regal nr. 656/12 martie 1943).
În anul 1943, a fost numit în funcția de comandant al Forței Navale Maritime Române, aflată în subordinea Comandamentului german Amiral Marea Neagră. Este înaintat la gradul de contraamiral în martie 1943, devenind în paralel și locțiitor al viceamiralului german Helmuth Brinkman, comandant al Comandamentului german Amiral Marea Neagră.
Contraamiralul Horia Macellariu a coordonat, în perioada 12 aprilie-14 mai 1944, una din cele mai mari operații de retragere a unor armate pe calea mării, din cursul celui de-al doilea război mondial. Forțele navale maritime au participat la operația de evacuare navală a 130.000 de militari români și germani din zona Odessa și Sevastopol (cunoscută sub denumirea de "Operația 60.000"), în cursul unei puternice ofensive ale armatei sovietice. Pentru această activitate, Horia Macellariu a fost decorat cu Marea Cruce a Ordinului "Steaua României" și cu Ordinul militar german Crucea de Cavaler a Crucii de Fier (21 mai 1944).
Ca urmare a conducerii operative a forțelor navale în luptă, Marina Română nu a avut pierderi majore în nave de luptă, nefiind scufundat nici un distrugător și nici un submarin. În noaptea de 23/24 august 1944, viceamiralul Ioan Georgescu, șeful Statului Major al Marinei Române i-a ordonat contraamiralului Macellariu să înceteze orice subordonare față de Comandamentul german, să oprească luptele contra sovieticilor și să riposteze în cazul că trupele germane îi vor ataca și "să se evite orice fel de provocare față de forțele germane".
Horia Macellariu a luat legătura cu viceamiralul german Brinkmann, comandantul suprem german, care avea dispoziții să nu cedeze Constanța, să lupte pentru menținerea ei cu orice preț și să captureze flota română. Amiralul român s-a deplasat la puternica baterie germană „Tirpitz”. În cartea sa de memorii, „În plin uragan”, amiralul român a descris felul în care a decurs discuția sa cu amiralul german: "Între patru ochi, am examinat împreună situația și l-am determinat să se retragă fără luptă și distrugeri, care ar fi făcut victime în populația nevinovată. (...) Deci, bătălia dintre flota germană și flota română s-a dat între mine și amiralul Brinkmann, în bateria germana Tirpitz."  Ca urmare a acestor discuții, flota germană s-a retras fără luptă la 25 august 1944.
Pentru că nu a atacat flota germană și a salvat orașul Constanța de la distrugere, amiralul român a fost anchetat de către conducerea Marinei Române la indicațiile aliaților sovietici și trimis în fața Tribunalului Poporului, fiind acuzat de "pactizare cu inamicul". El s-a justificat prin faptul că flota germană era superioară din punct de vedere militar față de flota română și atacarea flotei germane ar fi cauzat distrugerea flotei române. Tribunalul Poporului l-a considerat nevinovat, achitându-l.
„Pe germani i-a dezarmat marea. Dacă am fi încercat s-o facem noi, împotriva ordinelor pe care le aveam, inițiativa noastră n-ar fi reușit decât să creeze un dezastru național. Mi-ar fi fost ușor, dacă aș fi fost nebun, să ordon: Deschideți focul! Dar nici un amiral, în toată istoria războaielor navale, n-ar fi admis o asemenea soluție: să se bată în port! Dacă aș fi procedat totuși așa, probabil că acei oameni de la Tribunalul Poporului m-ar fi considerat un erou, deși în realitate n-aș fi fost decât un criminal plin de sângele camarazilor mei - puși de țară sub ordinele mele, să-i apăr, nu să-i ucid -, plin de sângele populației nevinovate, pe care trebuia s-o cruț, ca să nu mai pomenesc de mormanul de ruine în care ar fi fost transformată Constanța și localitățile din jurul ei.”—Horia Macellariu
După instalarea guvernului Petru Groza contraamiralul Horia Macellariu a fost trecut din oficiu în poziția de rezervă, alături de alți generali, prin decretul nr. 860 din 24 martie 1945, invocându-se legea nr. 166, adoptată prin decretul nr. 768 din 19 martie 1945, pentru „trecerea din oficiu în rezervă a personalului activ al armatei care prisosește peste nevoile de încadrare”. Avea vârsta de 51 de ani neîmpliniți.

## Persecuția
Odată cu preluarea puterii de către Partidul Comunist Român, a început o perioadă de suferințe pentru contraamiralul Horia Macellariu. În august 1945, el a luat legătura cu Ion Bujoiu, pentru alcătuirea unui comitet de conducere a organizațiilor anticomuniste din țară ce se opuneau guvernului Dr. Petru Groza. În septembrie 1945, în timpul grevei regale, a luat legătura cu generalul Aurel Aldea și s-a numărat printre organizatorii manifestației promonarhiste de la 8 noiembrie 1945.
În primăvara anului 1946, amiralul Macellariu era considerat conducătorul forțelor de rezistență din zona Bucureștiului, grupate într-o organizație de luptă antibolșevică numită "Valurile Dunării". La 27 mai 1946, organele Securității au făcut o descindere la domiciliul său, dar nu a fost prins. Fiind urmărit, el s-a ascuns și și-a schimbat numele în cel de avocat Ioan Popa.
Generalul rus Susaicov a cerut punerea sa sub acuzație pentru crime de război. Era acuzat că a condus acțiunile de luptă pe mare împotriva flotei URSS, că nu a atacat flota germană la Constanța până la venirea trupelor sovietice și că s-a opus capturării navelor din subordine după 23 august 1944. După analizarea dosarului său, Tribunalul Poporului, a decis că în sarcina contraamiralului Macellariu "nu s-a găsit nici o culpabilitate". La insistențele sovieticilor,  cazul a fost reanalizat de către o nouă comisie de anchetă care, tot din lipsa motivelor reale, l-a scos din cauză la 10 august 1946.
Pentru că se dorea totuși arestarea sa, a fost implicat în organizația "Sumanele Negre", fiind acuzat de complot împotriva orânduirii de stat și condamnat în contumacie la muncă silnică pe viață, la 18 noiembrie 1946. În noiembrie 1947, prin intermediul inginerului Ion Bujoiu, în jurul lui Macellariu s-au grupat ofițerii Ștefan Eftimie, Matei Toma, Dumitru Condeescu și avocatul Puiu Polizu, formându-se Comitetul Mișcării Rezistenței Românești în casa din strada Toamnei nr.104, a doamnei Irina Romanov. La 10 februarie 1948, Macellariu i-a trimis o scrisoare generalului Nicolae Rădescu, aflat în S.U.A. (prin intermediul colonelului american Lowel), în care cerea ajutor anglo-american și precizarea unei date la care să declanșeze operațiunea de răsturnare a guvernului comunist. După deconspirarea grupului Popp-Bujoiu, a fost nevoit să-și schimbe de mai multe ori domiciliul, fiind urmărit în permanență de către organele represive.

## Detenția
A fost arestat abia pe 19 aprilie 1948 la întâlnirea aranjată cu colonelul Alexandru Popovici și deținut preventiv la închisoarea Jilava. A fost condamnat, din nou, la muncă silnică pe viață, prin sentința nr. 1.834/1948, pentru crima de organizare și înaltă trădare, sentință care a fost redusă apoi la 25 de ani de temniță și degradare militară. A stat în închisoare 16 ani în perioada 1947-1964. A fost deținut în penitenciarul Aiud, unde s-a aflat în regim de totală izolare "fără aer, lumină sau soare", apoi la 4 aprilie 1958 a fost mutat în închisoarea de la Râmnicu Sărat.
Aici, el s-a adresat pe 23 aprilie 1958 directorului general al penitenciarelor, expunându-și situația de sănătate: "Sunt bătrân (64 de ani) și bolnav (distrofic cu o debilitate generală, astenie și frecvente lipotimii, cardio-miocardită, afecțiuni pulmonare, afecțiuni digestive - gastrită și enterocolită, tulburări de vedere - imagini suprapuse, vedenii colorate, orificiile herniare slăbite, picioarele se umflă din cauza țesuturilor slăbite etc.). În această stare a sănătății și a vârstei sunt pus într-un regim de execuție înăsprit, în care nu pot, la nevoie, să mă întind zilnic timp de 17 ore și cu regimul alimentar - pe care-l aveam la penitenciarul Aiud din cauza boalei - suprimat. În continuarea acestei situații căreia nu-i pot face față, cu slabele mele puteri rămase, îmi văd sfârșitul vieții grăbit, fără ca să am vreo vină care să justifice înăsprirea tratamentului impus." 
Memoriul său a rămas fără ecou, fiind supus în continuare la regimul alimentar drastic (fiind nevoit să mănânce toate paiele din saltea) și fără medicație, cu izolări și sancțiuni punitive. După desființarea închisorii de la Râmnicu Sărat la 13 aprilie 1963, a fost transferat la penitenciarul Gherla, unde a fost deținut în aceeași celulă cu marele gânditor Nicolae Steinhardt, apoi la 3 decembrie 1963 la Dej, revenind la Gherla de unde a fost eliberat la data de 29 iulie 1964, odată cu grațierea colectivă acordată deținuților politici de către Gheorghiu-Dej prin Decretul 411.
După eliberarea din închisoare, Horia Macellariu a fost reabilitat și i s-a redat gradul de contraamiral. A decedat la data de 11 iulie 1989 în București și a fost înmormântat în cimitirul Mănăstirii Cozia, alături de părinți și de soția sa.
În prezent, o corvetă a Marinei Militare Române poartă denumirea "Contraamiral Horia Macellariu".
O stradă din București, cartierul Băneasa, poartă numele lui Horia Macellariu.

## Decorații
- Ordinul „Steaua României” în gradul de Ofițer (8 iunie 1940)[4]
- Crucea de Cavaler a Crucii de Fier - 21 mai 1944

## Activitatea publicistică
Contraamiralul Horia Macellariu este autorul mai multor lucrări de tactică militară navală, dintre care menționăm:
- Dreptul internațional în războiul maritim, în “Buletinul Marinei” nr. 7 / 1925
- Activitatea flotilei austro-ungare pe Dunăre în războiul mondial, în “Revista Marinei” nr. 1 și 2 / 1927
- Strategia navală, în “Revista Marinei” nr. 3-4 / 1930
- În plin uragan (Editura Sagittarius, București, 1998)